# Martin Lynes
Martin „Marty” Lynes (ur. 21 stycznia 1968 w Sydney) – australijski aktor. Wystąpił w roli Craiga „Simmo” Simmondsa w serialu Na wysokiej fali (2005−2006).

## Wczesne lata
Wychowywał się w Perth w Australii Zachodniej. W młodości interesował się sportem i surfingiem. W wieku 15 lat opuścił szkołę. Po powrocie do Perth wziął udział w warsztatach komediowych, gdzie zdobył swoje pierwsze aktorskie doświadczenia. W latach 1990–1993 studiował aktorstwo w australijskim Państwowym Instytucie Sztuki Teatralnej - National Institute of Dramatic Art w Sydney.

## Kariera
Wystąpił w spektaklu The Club of the Australian w Marian Street Theatre w Sydney. W 1996 zagrał na Sydney Festival w scenicznej wersji powieści D.H. Lawrence’a Kochanek lady Chatterley. W 1997 wystąpił w Stables Theatre w Sydney w produkcji To jest morze (This Is the Sea). Został obsadzony w roli Muzzy w dramacie Seven Network Gra diabła (The Devil Game, 1997) u boku Guya Pearce. Na małym ekranie zaistniał jako doktor Luke Forlano w serialu medycznym Cena życia (All Saints, 1998–2004). Pracował także jako reżyser i producent kilku filmów krótkometrażowych, m.in. Know Your Destiny i Ask muff.
Od 2003 podjął pracę jako agent nieruchomości dla agencji Property Central Long Jetty.

### Na wysokiej fali
Rozpoznawalność przyniosła mu postać Craiga „Simmo” Simmondsa, eksperta od spraw surfingu w serialu Na wysokiej fali (2005−2006). Od 5 lat jest trenerem w Solar Blue. Jest także przyjacielem dla wszystkich uczestników obozu, choć czasem daje im popalić na treningach. Mimo to zawsze chętnie im pomaga.

## Życie prywatne
W latach 2001–2007 był żonaty z Marie Patane. Ma dwoje dzieci - syna Neda i córka Ruby.
W sierpniu 2017 został uznany za winnego napaści na tle seksualnym. Otrzymał wyrok 5 lat pozbawienia wolności.

## Filmografia
- 1996: Pacific Drive jako Scott Ballintyne
- 1996: Policjanci z Mt. Thomas Escape Route (Police Rescue) jako Ned Spinks
- 1997: The Devil Game jako Muzza
- 1998–2004: Cena życia (All Saints) jako doktor Luke Forlano
- 2005−2006: Na wysokiej fali (Blue Water High) jako Craig „Simmo” Simmonds (2 serie)
- 2006: Monarch Cove jako detektyw Straker
- 2007: Morski patrol (Sea Patrol) jako Rick Gallagher
- 2008: Córki McLeoda (McLeod’s Daughters) jako Frank Edwards
- 2010–2011: Chata pełna Rafterów (Packed to the Rafters) jako Paul Morgan
- 2012–2013: Zatoka serc (Home and Away) jako Adam Sharpe